# Aéroport régional d'Elizabeth City
L'aéroport régional d'Elizabeth City est un aéroport à la fois public et militaire, situé à six kilomètres au sud-est du quartier central des affaires d'Elizabeth City, dans le comté de Pasquotank, en Caroline du Nord, aux États-Unis. L’aéroport, situé au bord de la rivière Pasquotank, est également connu sous le nom d’aéroport régional du comté d’Elizabeth City. Il est inclus dans le Plan national des systèmes aéroportuaires intégrés pour 2011-2015, qui le classe comme une installation d'aviation générale.
L’aéroport a ouvert ses portes en 1972 et est partagé avec la Garde côtière américaine, qui en est le propriétaire. La partie militaire de l'installation exploite des avions HC-130J Hercules et MH-60T Jayhawk.

## Facilities and aircraft
L’aéroport régional d’Elizabeth City couvre une superficie de 344 ha à une altitude de 4 pieds au-dessus du niveau moyen de la mer. Il possède deux pistes avec des surfaces en asphalte et en béton: une 10/28 (2 200 x 46 m) et une 1/19 (1 377 x 46 m). Pour la période de 12 mois se terminant le 19 août 2009, l'aéroport comptabilisait 60 120 opérations aériennes, soit une moyenne de 164 par jour : 73 % militaires, 26 % aviation générale et 1 % taxi aérien. À cette époque, il y avait 42 avions basés sur cet aéroport: 57% monomoteurs, 31% militaires, 10% multimoteurs et 2% d'hélicoptères.